# Palomeque (kommunhuvudort)
Palomeque är en kommunhuvudort i Spanien.   Den ligger i provinsen Toledo och regionen Kastilien-La Mancha, i den centrala delen av landet, 40 km sydväst om huvudstaden Madrid. Palomeque ligger 605 meter över havet och antalet invånare är 835.
Terrängen runt Palomeque är platt. Runt Palomeque är det ganska tätbefolkat, med 80 invånare per kvadratkilometer. Närmaste större samhälle är Navalcarnero, 19,2 km norr om Palomeque. Trakten runt Palomeque består till största delen av jordbruksmark.